# Clamwin
ClamWin är ett antivirusprogram för Windows. Programmet är fri programvara under licensen GPL-2.0-or-later och använder sig av ClamAV-motorn.

## Funktioner
- Schemalagd sökning (fungerar endast när en användare är inloggad).
- Hämtar regelbundet ner automatiska virusuppdateringar.
- Självständig virusskanner.
- Integrering med Windows Explorer.
- Tillägg för Microsoft Outlook.
- En portabel version som kan användas från ett USB-minne.

### Realtidssökning
ClamWin inkluderar för tillfället ingen automatisk sökning efter filer medan de läs och skrivs. Denna funktionen planeras att ingå i nästa stora versionsuppdatering, och har påståtts vara under utveckling sedan åtminstone den 10 december 2005. För användare av äldre system, så är det just nu[när?] möjligt att lägga till denna funktion genom att använda Winpooch.